# Артём (фильм)
«Артём» — советский двухсерийный художественный телефильм, снятый в 1978 году на Одесской киностудии по заказу Гостелерадио СССР. Премьерный показ  состоялся 3—4 ноября 1978 года по Первой программе ЦТ.

## Сюжет
Фильм-биография о жизни и деятельности революционера-большевика Ф. А. Сергеева (1883—1921), известного под партийным псевдонимом «Артём».
События фильма происходят в период с 1905 по 1921 годов в Харькове.

## В ролях
В главной роли:
- Иван Мацкевич — Фёдор Андреевич Сергеев — «товарищ Артём», русский революционер (озвучил Игорь Ефимов)

В ролях:
- Лариса Лужина — Александра Валерьяновна Мечникова
- Алексей Сафонов — Авилов
- Олег Видов — Виктор Данилович Холмянский
- Гелий Сысоев — Каретников
- Михаил Погоржельский — генерал-губернатор Харькова
- Георгий Дрозд - Стаховский
- Евгений Данчевский — Владимиров
- Владимир Волков — Александр Самойленко (Сашко)
- Гиви Тохадзе — Гурам
- Николай Кузьмин — «Мироныч», Владимир Миронович Скворцов
- Олег Корчиков — представитель Центральной Рады, генеральный бунчужный
- Марина Поляк — Елизавета Львовна Репельская, жена Артёма
- Людмила Герасименко — Нина
- Евгений Леонов-Гладышев — Руднев

В эпизодах:
- Юрий Мальцев — Дмитрий
- Виктор Маляревич — Сиверс
- Сергей Простяков — Бессонов, полицмейстер
- Елена Аминова — подпольщица
- Игорь Старков — подпольщик
- Наталья Ващенко — хозяйка квартиры
- Андрей Градов — адъютант
- Олег Хроменков — офицер
- Тамара Дмитренко — Екатерина Филипповна, хозяйка квартиры
- Александр Довготько — начальник тюрьмы
- Владимир Жариков — агент охранки
- Рудольф Мухин — агент охранки
- Виктор Шульгин — генерал-майор
- Игорь Класс — комиссар Временного правительства
- Владимир Гузар — представитель фракции Бунда
- Николай Лавров — Абаковский, изобретатель
- Наталья Васаженко — Маша, сестра Лизы
- Иван Жигилий — Стецюк, начальник контрразведки, полковник
- Владимир Осляк — Филиппов
- Александр Хилькевич — Тарасыч, сторож редакции
- Валерий Бассэль — представитель солдат
- Александр Яковлев — делегат от рабочих
- Гарри Бардин — участник митинга

## Критика
Фильм «Артём» охватывает большой по времени период жизни героя и развития революционного движения. Уже одно это обстоятельство затруднило работу авторов. Здесь значительно сложнее было найти такие драматургически емкие решения, которые позволили бы показать выпукло и рельефно личность одного из известных революционеров, о котором при жизни слагались легенды, суметь дать точные оценки многим важным революционным событиям и сделать фильм интересным, увлекательным. Поэтому, хотя фильм «Артем» и уступает по своей художественной выразительности «Маршалу революции», он все же много дал в смысле накопления творческого опыта для коллектива студии.— Мастерство в фильме: сборник статей об украинском кино в 1976—1980 гг. — Киев: Мистецтво, 1982. — 245 с. — стр. 83